# 經典電子半徑
在靜電學裡，經典電子半徑定義為:69-70:172
{\displaystyle r_{e}{\stackrel {def}{=}}{\frac {e^{2}}{4\pi \epsilon _{0}m_{e}c^{2}}}}。
其中，{\displaystyle r_{e}\,\!}是經典電子半徑，{\displaystyle e\,\!} 是單位電荷，{\displaystyle \epsilon _{0}\,\!} 是真空電容率，{\displaystyle m_{e},\!}是電子靜止質量，{\displaystyle c\,\!} 是光速。
古典電子半徑的數值為2.8179 × 10−15米。

## 導引
一個半徑為{\displaystyle r\,\!}，電荷量為單位電荷的圓球殼的勢能 {\displaystyle E_{\mathrm {p} }\,\!} 為:94
{\displaystyle E_{\mathrm {p} }={\frac {1}{2}}\int _{\mathcal {S}}\sigma Vda={\frac {q^{2}}{8\pi \epsilon _{0}r}}\,\!}；
其中，{\displaystyle {\mathcal {S}}\,\!} 是圓球表面，{\displaystyle \sigma ={\frac {e}{4\pi r^{2}}}\,\!} 是面電荷密度，{\displaystyle V={\frac {e}{4\pi \epsilon _{0}r}}\,\!} 是電勢，{\displaystyle da\,\!} 是微小面元素。
電子的靜止能量 {\displaystyle E_{e}\,\!} 是
{\displaystyle E_{e}=m_{e}c^{2}\,\!}。
設定這兩個公式等值，則可得到電子半徑 {\displaystyle r\,\!}：
{\displaystyle r={\frac {e^{2}}{8\pi \epsilon _{0}m_{e}c^{2}}}}。
由於尚未清楚電子內部的電荷密度，所以忽略因子{\displaystyle 1/2}，則可得到經典電子半徑。

## 康普頓半徑
電子康普頓半徑的公式為:4
{\displaystyle r_{c}={\frac {h}{m_{e}c}}};
其中，{\displaystyle h} 是普朗克常數。
電子康普頓半徑的數值為3.86 × 10−13m。:4

## 參閱
- g因數（英语：g-factor (physics)）
- 自旋電子學
- 塞曼效應